# Kentucky Derby 1897
Kentucky Derby 1897 var den tjugotredje upplagan av Kentucky Derby. Löpet reds den 12 maj 1897 över 1 1⁄4 miles (2 012 m). Löpet vanns av Typhoon II som reds av Fred Garner och tränades av Julius C. Cahn.
Förstapriset i löpet var 4 850 dollar. Sex hästar deltog i löpet.

## Resultat
| P | Häst        | Jockey          | Tränare              | Land | Tid     |
| - | ----------- | --------------- | -------------------- | ---- | ------- |
| 1 | Typhoon II  | Fred Garner     | Julius C. Cahn       | USA  | 2:12.50 |
| 2 | Ornament    | Alonzo Clayton  | Charles T. Patterson | USA  |         |
| 3 | Dr. Catlett | Robert Williams |                      | USA  |         |
| 4 | Dr. Shepard | John Hill       |                      | USA  |         |
| 5 | Goshen      | Walter Wilhite  |                      | USA  |         |
| 6 | Ben Brown   | S. Ballard      |                      | USA  |         |

Segrande uppfödare: John B. Ewing; (TN)